# Lolita Chakrabarti
Lolita Chakrabarti (* 1. Juni 1969 in Kingston upon Hull) ist eine britische Theater- und Filmschauspielerin und Bühnenautorin. Sie lebt mit ihrem Ehemann Adrian Lester in London.

## Leben
Lolita Chakrabarti ist die Tochter indischer Einwanderer. Sie wuchs in Birmingham auf, da ihr Vater dort als Orthopäde tätig war. Sie studierte bis 1990 Schauspiel an der Royal Academy of Dramatic Art in London. Danach wurde sie als Theater- und Filmschauspielerin tätig. So spielte sie ab 1993 die Polizistin „Jamilla Blake“ in der Polizeiserie The Bill. 2012 wurde sie mit dem Critics’ Circle Theatre Award als Most Promising Playwright für ihr Theaterstück Red Velvet ausgezeichnet.
2015 spielte sie im Dreiteiler Ein plötzlicher Todesfall als „Parminder Jawanda“, 2016 als „Lila“ in Beowulf und 2021 als „Branning“ in der Serie Vigil – Tod auf hoher See.

## Filmografie (Auswahl)
- 1993–1999: The Bill (Fernsehserie, 94 Folgen)
- 1997–2006: Silent Witness (Fernsehserie, 4 Folgen)
- 2001: The Hole
- 2003: Dr. Slippery (Fortysomething, Fernsehserie, 6 Folgen)
- 2004: Doctors (Fernsehserie, Folge 5x187 No Angel)
- 2006: Venus
- 2010: Die Tränen des Mörders (Thorne: Scaredy Cat)
- 2010: Outnumbered (Fernsehserie, Folge 3x04 The Pigeon)
- 2011: Intruders
- 2011: Vera – Ein ganz spezieller Fall (Vera, Fernsehserie, Folge 1x02 Telling Tales)
- 2012: One Night (Fernsehserie, 2 Folgen)
- 2013: Charlotte Link – Das andere Kind
- 2015: Ein plötzlicher Todesfall (The Casual Vacancy)
- 2015: My Mad Fat Diary (Fernsehserie, 3 Folgen)
- 2016: Beowulf (Fernsehserie, 11 Folgen)
- 2017: Born to Kill (Fernsehserie, 3 Folgen)
- 2018: All Is True
- 2019: Riviera (Fernsehserie, 3 Folgen)
- 2021: Vigil – Tod auf hoher See (Vigil, Fernsehserie, 6 Folgen)
- 2021: Showtrial (Fernsehserie, 5 Episoden)
- 2021: Das Rad der Zeit (The Wheel of Time, Fernsehserie, Folge 1x01 Leavetaking)